# Siedlung Eichkamp

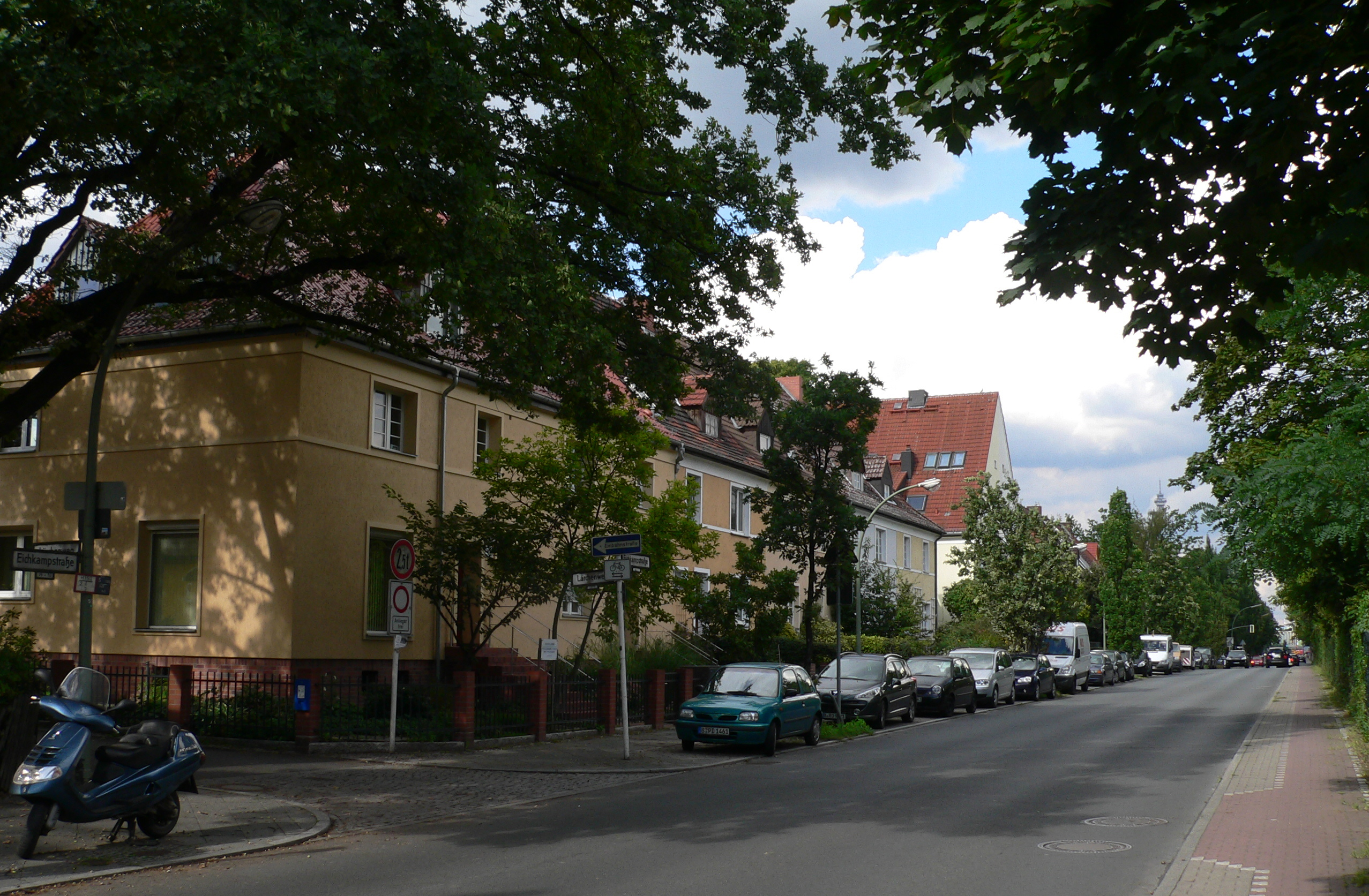
Eichkampstraße

De Siedlung Eichkamp is een wijk in het Berlijnse stadsdeel Westend in het district Charlottenburg-Wilmersdorf. De plaats is gelegen tussen de AVUS in het zuidoosten en de Siedlung Heerstraße in het noordwesten en wordt in het noorden begrensd door het Messegelände en in het zuidwesten door het Grunewald.
De wijk werd onmiddellijk na de Eerste Wereldoorlog door Max Taut ontworpen op de terreinen van een bosgebied, als woonplaats voor arbeiders en kleine bedienden met een beperkt inkomen. De bouw zelf gebeurde naar ontwerpen van de architecten Max en Bruno Taut, Martin Wagner, Franz Hoffmann, Wilhelm Büning en Otto Pflug.
De Waldschulallee en de Dauerwaldweg vormen de grens in het noorden en het zuiden, de Kühler Weg en de parallel met de AVUS lopende Eichkampstraße vormen de grenzen in het oosten en het westen.
De wijk is vooral bebouwd met rij- en dubbelwoningen en wordt gekenmerkt door een rijk boombestand, dat de buurt een landelijke sfeer geeft. In de onmiddellijke omgeving bevinden zich verschillende sportterreinen, zoals het "Mommsenstadion". In de Waldschulallee ligt ook de sportterreinen van de Technische Universität Berlin.

## Geschiedenis
Door de bouw van de Kanonenbahn in 1879 diende de aan de Lietzensee gevestigde houtvesterij Charlottenburger Feld te wijken. Ze kreeg een nieuwe plaats op de hoek van de Eichkampstraße en de Alte Allee, ten noorden van het nieuwe spoorwegstation Grunewald. Naar de oude naam "Willmersdorffischer Eichelkamp" werd het Eichkamp genoemd. In 1896 kwam op de spoorlijn  Wetzlarer Bahn tussen de stations  Charlottenburg en Grunewald nog een station, dat ook de naam Eichkamp kreeg. Het werd in 1928 opgeheven voor het enkele honderden meter verder gelegen nieuwe station Eichkamp (thans Messe Süd (Eichkamp)) aan de nieuwe Olympiabahn.
Na de bouw van de AVUS kreeg de houtvesterij in 1914 haar definitieve locatie aan de Dauerwaldweg.
Na het einde van de Eerste Wereldoorlog in 1918 werd de maatschappij Märkische Heimstätte opgericht. Voorvechter van de Heimstättenbewegung uit de jaren 1890 was Adolf Damaschke. De Märkische Heimstätte kregen van de Pruisische regering de opdracht huisvestingsprojecten op te zetten om de woningnood te lenigen en belastte Max Taut met een ontwerp. De eerste plannen omvatte meer bebouwing, dan dat uiteindelijk zou gerealiseerd worden. De eerste woningen die betrokken werden vanaf 1920 hadden wegens de slechte economische toestand ook een kippenhok en stallen met het oog op de zelfvoorziening van de bewoners.

## Bekende inwoners
- Ernst Böhm, graficus, Zikadenweg 37
- Wilhelm Büning, architect, Lärchenweg 35
- Almut Eggert, actrice, Eichkampstraße 10
- Herta Heuwer, schepper van de Currywurst, Eichkatzweg 54
- Horst Krüger, schrijver, Im Eichkamp 35 (thans Eichkatzweg)
- Elisabeth Langgässer, schrijfster, Im Eichkamp 33 (thans Eichkatzweg)
- Lüül (eig. Lutz Ulbrich), musicus, Eichkampstraße 92
- Marie-Elisabeth Lüders, juriste en politica, Im Hornisgrund 25
- Ludwig Marcuse, filosoof en journalist, Im Eichkamp 25 und 31 (thans Eichkatzweg)
- Wolfgang Spier, acteur, Zikadenweg 58
- Max Taut, architect, Lärchenweg 15
- Arnold Zweig, schrijver , Zikadenweg 59 und Kühler Weg 9